# Lapptjärnen (Jörns socken, Västerbotten, 724264-170337)
Lapptjärnen är en sjö i Skellefteå kommun i Västerbotten och ingår i Byskeälvens huvudavrinningsområde.